# Дурін (Середзем'я)
Дурін (англ. Durin, варіанти перекладу — Дарін або Дюрін) — у легендаріумі Дж. Р. Р. Толкіна ім'я, під яким були відомі сім королів гномів. Гноми вважали Дурінів II—VII реінкарнаціями першого з них, Дуріна Безсмертного, бо вони нагадували його зовні і, за легендою, зберігали пам'ять про свої «попередні» життя.
Толкін взяв ім'я «Дурін», як і більшість гномих імен у своїх роботах, із скандинавської міфології. Пізніше він пояснив це у вигаданій історії перекладу своїх робіт: оскільки вестрон передавалася англійською мовою, мова Дейла, що використовувалася гномами для своїх зовнішніх імен, передавалася давньоскандинавськими словами. Початкове скандинавське слово «дурін» (давньоскан. Durinn давньоскан. Durinn) коректно перекладається як «сонний».
Обговорення різних Дурінів (особливо в «Народах Середзем'я») слід читати з обережністю, оскільки їх кількість збільшувалася з розвитком легендаріуму Толкіна. Наприклад, Дурін, убитий балрогом 1980 р. третьої епохи (т. е.), був спочатку Дуріном III, але у «Володарі перснів» він уже позначений як Дурін VI.

## Дурін Безсмертний

Герб Дуріна I: молот, ковадло і корона, увінчані сімома зірками сузір'я Валакірка (Серп Валар).

Дурін Безсмертний (англ. Durin the Deathless) — старший із семи Отців Гномів. Дурін був створений Вала Ауле в Першу Епоху. Він був прозваний «Безсмертним», оскільки жив набагато довше, ніж будь-який інший гном, і шанувався всіма гномами як найстаріший з них.
Кожен з Отців Гномів заснував свій дім. Дім Дуріна мав ім'я «Довгобороди» (англ. Longbeards). Його гноми були відомі як народ Дуріна.
За легендами гномів, Дурін після створення був покладений спати на самоті під горою Гундабад на півночі Млистих гір, яка відтоді завжди була священним місцем для гномів. Він прокинувся через деякий час після пробудження ельфів у 1050 році Древ і, за ранньою версією легенди, довго подорожував до інших народів гномів, де інші гноми приєдналися до нього. Він прибув до озера Кхелед-зарам, розташованому в долині під Карадрасом у Млистих горах, і там заснував найвеличніший і найбагатший із Чортогов Гномів — Кхазад-Дум (Чортоги гномів), пізніше названий Морією (у перекладі з синдарину — «чорна прірва»).
В опублікованому легендаріумі говориться, що Дурін помер ще до закінчення Першої Епохи. Рання версія Додатка В до «Володаря Перснів» («Повісті років») містить інформацію про те, що він очолив похід гномів на схід після руйнування Белеріанда і заснував Казад-Дум на початку Другої Епохи, проте Толкін пізніше відмовився від цієї думки.
Після смерті Дуріна Казад-Дум керувався багатьма поколіннями його нащадків, поки в Морії не з'явився балрог. У цій довгій лінії правителів, пише Толкін, періодично народжувався «спадкоємець, настільки схожий зі своїм прабатьком, що давали йому ім'я Дурін». Більш повні версії історії народу Дуріна уточнюють, що наступні Дуріни були розпорошені між різними поколіннями. Ці шість пізніших Дурінов, як вважали гноми, були реінкарнаціями (або навіть відродженнями) Дуріна I, який мав пам'ять про попередні життя.
У 2989 р. т. е. в ході невдалої спроби повторної колонізації Морії загін Баліна виявив сокиру Дуріна. Хоча в тексті і не говориться про це прямо, багато хто зробив висновок, що це була фамільна реліквія, втрачена, коли Дурін VI був убитий балрогом в 1980 р. т. е. (також згадується і шолом, що прямо не приписується в тексті Дуріну, який деякі, з усім тим, називають «шоломом Дуріна»). Сокира була, мабуть, знову втрачена, коли загін Баліна був розгромлений у 2994 році. т. е.

## Дурін II
Жив наприкінці Першої Епохи або на початку Другої. Наслідував владику гномів Дуріну Безсмертному. Панував над Казад-Думом.
Про роки правління Дуріна II відомо мало. Ймовірно, у цей час гноми уклали союз з людьми.

## Дурін III
Правив близько 1600 д. е. і був першим гномом, що носив одне з Семи Кілець, хоча це і не було широко відомо до кінця Третьої Епохи. Гноми вірили, що це Перстень дали йому ельфійські ковалі, а не Саурон, хоча Саурон брав участь у його виготовленні. Дурін III об'єднав свої війська з ельфами Ерегіона в ході Війни ельфів із Сауроном, але їм не вдалося запобігти руйнуванню Ерегіону, що призвело до тривалого періоду ізоляції та поступового занепаду Казад-Думу.
Супутник читача «Володаря Перснів» вважає, що Дурін III був королем Казад-Дума, коли були створені його Західна Брама, і саме його ім'я згадано на цих воротах (які були створені в період союзу гномів з Келебрімбором). Це розумне припущення, проте воно ніде не підкріплюється прямим посиланням на тексти Толкіна (Роберт Фостер припускає, що Брама була створена раніше, за правління Дуріна II).
Перстень Дуріна III передавався у його сім'ї з покоління до покоління. Зрештою, його отримав Траїн II, син Трора, владики Еребора та батько Торіна Дубощита. Надалі перстень повернувся до Саурона, після того, як він захопив Траїна в полон.

## Дурін IV
У Толкіна інформація про його правління відсутня. Дурін IV мав правити в Казад-Думі наприкінці Другої — початку Третьої епохи.
В інтернеті постійно мусується думка, що Дурін IV був тим самим королем, на чолі якого гноми вийшли з Казад-Думу на битву з Сауроном разом з Останнім союзом людей і ельфів наприкінці Другої Епохи. Толкін пише, що гноми народу Дуріна справді билися разом з Останнім союзом, але не уточнює, який король очолював у цій битві.

## Дурін V
Дурін V жив на початку Третьої Епохи. Володів Перснем Влади клану Довгобородів і правив Казад-Думом. Був останнім владикою Казад-Дума перед появою загрози морійського балрога.

## Дурін VI
Дурін VI був королем гномів Казад-Дума в Третю Епоху, коли їх пошуки міфрилу в глибоких шахтах під Карадрасом розбудили балрога, що ховався в глибинах землі. Балрог убив Дуріна 1980 р. т. е. і став відомий як «Прокляття Дуріна» (англ. Durin's Bane). Наступним королем після Дуріна став його син, Наїн I, якого балрог убив наступного року. Після цього Морія була покинута гномами.

## Дурін VII
Дурін VII, або Дурін Останній був прямим нащадком короля Торіна III Камнешлема, правитель Еребора та Залізних Пагорбів у Четверту Епоху. Його народження було передбачено після сходження на трон Даїна II після Битви П'яти Воїнств (хоча саме пророцтво ніде не цитується). Він очолив народ Дуріна при повторній колонізації Казад-Дума (Морії) через деякий (неуточнений) час після початку Четвертої Епохи, де вони й залишилися «поки світ не постарів, і гноми не зникли, і дні народу Дуріна не скінчилися».